# Nyomozó
A nyomozó általában egy bűnüldöző szerv tagja. Gyakran gyűjt információkat a bűncselekmények megoldása érdekében tanúkkal és informátorokkal való beszélgetéssel, tárgyi bizonyítékok gyűjtésével vagy adatbázisokban való kereséssel. Ez arra predesztinálja őket, hogy letartóztassák a bűnözőket, hogy elítéljék őket a bíróságon. A nyomozó dolgozhat hatóságnak vagy magánszemélyként.

## Áttekintés

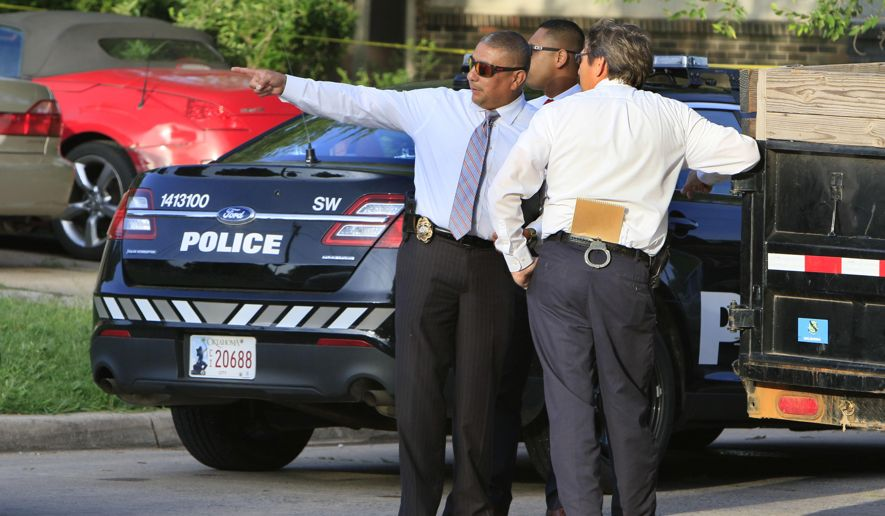
Rendőrségi nyomozók egy gyilkosság ügyében nyomoznak Oklahoma Cityben (Oklahoma, Amerikai Egyesült Államok)

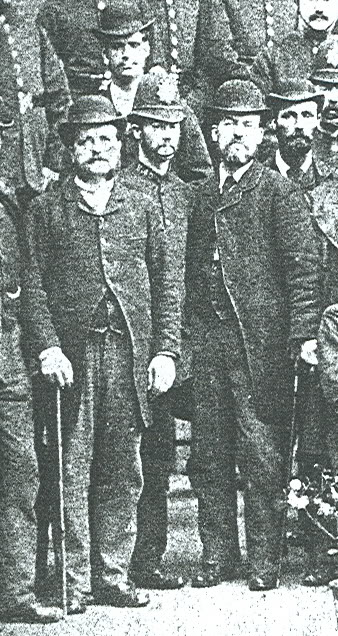
A rendőrség nyomozóinak H osztálya, köztük Frederick Abberline (balra, bottal), a London Metropolitan Police Leman Street-i rendőrőrsén, két évvel az 1888-as Hasfelmetsző Jack sorozatgyilkos rémtettei előtt, 1886 körül

A szépirodalomban a nyomozó olyan engedéllyel rendelkező vagy engedély nélküli személy, aki a bűnözők személyazonosságának és/vagy tartózkodási helyének felderítése érdekében nyomok és személyes feljegyzések vizsgálatával és értékelésével bűnügyeket old meg.
Bizonyos rendőri osztályokon a nyomozói állást egy írásbeli vizsga letételével lehet megszerezni, miután az illető teljesíti a rendőri státusz követelményeit. Más rendőrségi rendszerekben a nyomozók polgári főiskolát/egyetemet végzett emberek, akik közvetlenül a civil életből csatlakoznak anélkül, hogy egyenruhás tisztként szolgálnának. Egyesek azzal érvelnek, hogy a nyomozók teljesen más munkát végeznek, és ezért teljesen más képzést, képzettséget, minőséget és képességeket igényelnek, mint az egyenruhások. A másik oldal azt állítja, hogy csak az egyenruhásként dolgozó nyomozó fog magánnyomozóként kimagaslóan kitűnni a szokásos rendőrségi eljárások ismeretének, kapcsolatrendszerének és a tipikus problémákkal kapcsolatos saját tapasztalatainak köszönhetően.
Vannak, akik nem köztisztviselők, és magánnyomozóként is ismertek, az angol népnyelvben, különösen a szépirodalomban, „magánszem”, „magánf*sz” vagy „samesz” néven emlegetik.

### Szervezet
A legtöbb nagy rendőrségi ügynökség nyomozói ága több osztagra és osztályra van felosztva, amelyek mindegyike egy adott típusú bűncselekmény vagy egy bizonyos típusú titkos művelet nyomozására szakosodott, amelyek lehetnek: emberölés, rablás, helyszíni betörés, autólopás, szervezett bűnözés, eltűnt személyek felkutatása, fiatalkorúak bűnözése, csalás, kábítószer, bűnözés, testi sértés, szexuális zaklatás, számítógépes bűnözés, családon belüli erőszak, megfigyelés és gyújtogatás.
Az Egyesült Államok rendőrségi osztályain a rendes nyomozó általában nyomozói rangot visel. Az őket felügyelő tisztek (akik többnyire maguk is detektívek) beosztásuk osztályonként jelentősen eltér. Egyes Brit Nemzetközösségbeli rendőrségnél a nyomozók az egyenruhásokkal egyenrangú besorolást kapnak, de a „nyomozó” szó előtt szerepel (pl. Tisztviselő nyomozó).

### Magánnyomozók
Egyes országokban, a bíróságoknak és a bírósági eljárásoknak még el kell ismerniük a magánnyomozók gyakorlatát. Portugáliában a bemutatott bizonyíték elveszíti jelentőségét, amennyiben magándetektívek gyűjti be. A gyakorlatra még ilyen körülmények között is van kereslet, és azt magatartási kódex szabályozza.

### Polgári nyomozók
A polgári nyomozó, más néven amatőr nyomozó, olyan személy, aki idejét és szakértelmét arra fordítja, hogy segítséget nyújtson a bűncselekmények felderítésében, kártérítés vagy jutalom elvárása nélkül. Az állampolgári nyomozók olyan magánszemélyek, akiknek nincs valódi szakmai kapcsolatuk a bűnüldöző szervekkel, és nincs racionális-jogi felhatalmazásuk. Az okok, amelyek miatt egy magánszemély megpróbálhat megoldani egy bűncselekményt, különbözőek lehetnek: egy barát vagy rokon igazságszolgáltatása, a bűnözés iránti erős ellenszenv és a törvény és a rend támogatása, vagy csak szabadidős elfoglaltság (pl. Don Matteo tévésorozat).
Más típusú nyomozókhoz hasonlóan a polgári nyomozók is többféle módon próbálják megoldani a bűncselekményeket, például átkutatják a helyszínt, kihallgatják a gyanúsítottakat és tanúkat, megfigyelik az érintett személyeket, bizonyítékokat gyűjtenek, helyi hírek forrásaként működnek, névtelen tippeket küldenek a rendőrségnek, sőt időnként állampolgárokat is feltartóztatnak bűncselekmény elkövetése közben. Az állampolgári nyomozók a bűnüldözést is segíthetik azáltal, hogy ügyészek tanúivá válnak, részt vesznek a helyi polgárőri csoportokban, állampolgári megfigyelőkként járnak el a bűnüldözésnél, vagy akár segítik a rendőrséget a gyanúsítottak felkutatásában és letartóztatásában. Előfordultak azonban olyan esetek, amikor az állampolgári nyomozók akaratlanul is veszélyeztetik a nyomozást, ha nem rendelkeznek valódi bűnmegoldó készségekkel, vagy akár olyan cselekményeket is elkövetnek gyanúsított bűnözők ellen, amelyek éberségnek tekinthetők.

## Története

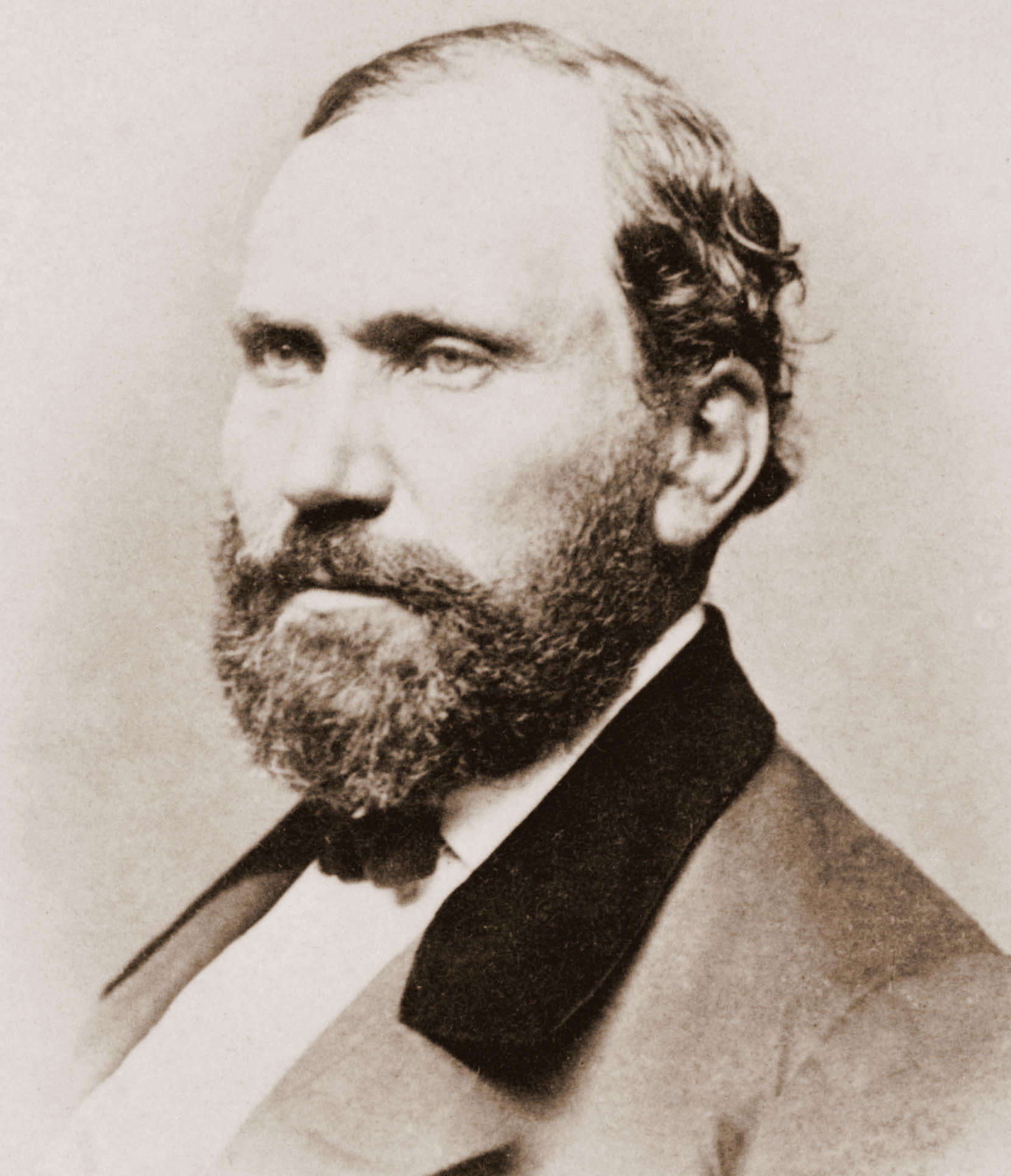
Allan Pinkerton (a képen 1861 körül) 1850-ben a chicagói rendőrség nyomozója volt, 1851-ben pedig a Pinkerton Detective Agency alapítója

A 19. század előtt kevés önkormányzati rendőrség működött, bár az elsőt Párizsban hozták létre már 1667-ben. Mivel a rendőri munkát a kijelölt emberek önkéntesek segítségével, szakemberként végzik, az elkötelezett nyomozók ötlete nem merült fel azonnal. Az első magánnyomozóirodát 1833-ban Eugène François Vidocq Párizsban alapította, aki amellett, hogy maga is bűnöző volt, egy rendőri ügynökséget is vezetett. A rendőrség nyomozói tevékenységének úttörője volt Angliában a Bow Street Runners, majd később a nagy-londoni Metropolitan Police Service. Az Egyesült Államok első rendőrségi nyomozóegysége 1846-ban alakult Bostonban.

## Technikák

### Utcai munka
A nyomozók a nyomozás lefolytatására a technikák széles skálájával állnak rendelkezésre. Az esetek többségét azonban gyanúsítotti kihallgatással és tanúkihallgatással oldják meg, ami időt vesz igénybe. A nyomozók használhatják adatközlői hálózatukat is, amelyet az évek során építettek ki. Az informátorok gyakran olyan emberekkel állnak kapcsolatban, akiket egy nyomozó nem tud formálisan megközelíteni. A bizonyítékok gyűjtése és megőrzése szintén segíthet a potenciális gyanúsított(ak) azonosításában.

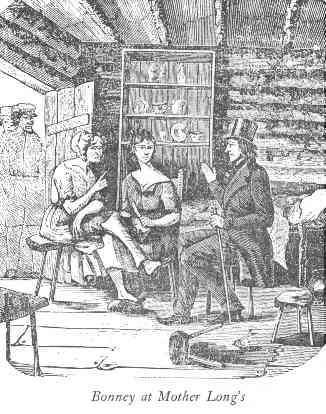
Edward Bonney amerikai fejvadász és amatőr nyomozó Iowából, aki 1845-ben beszivárgott a "Péri Banditti"-be, 1850-ben írta a The Banditti of the Prairies, vagy A gyilkos végzete című könyvet, mesét Mississippi-völgyről és a Vadnyugatról, fametszet 1850-ből

### Bűnügyi nyomozás
A bűncselekménnyel kapcsolatos nyomozást a rendőrség végzi, amelyek vonatkozhatnak úthasználatra, például gyorshajtásra, ittas vezetésre, vagy olyan ügyekre, mint a lopás, kábítószer-terjesztés, testi sértés, csalás stb. Amikor a rendőrség befejezte a nyomozást, a döntést arról, hogy vádat emeljenek-e valaki ellen bűncselekmény elkövetésével (a joghatóságtól függően), gyakran az ügyész hozza meg, figyelembe véve a rendőrség által csatolt bizonyítékokat.
A bűnügyi nyomozás során, ha a nyomozónak gyanúsítottja van, a következő lépés az, hogy olyan bizonyítékokat szerezzen be, amelyek megállják a helyüket a bíróság előtt. Az egyik módja a gyanúsított beismerő vallomásának megszerzése; ez általában úgy történik, hogy kapcsolatot alakítanak ki, és időnként információt keresnek az ügyvédi irodán keresztül elérhető potenciális előnyökért cserébe, mint például a használható információkért cserébe enyhébb büntetés kiszabása. Egyes országokban a nyomozók hazudhatnak, félrevezethetik és pszichológiailag rákényszeríthetik a gyanúsítottat a beismerő vallomásra. Ezt az eljárási határokon belül, erőszakkal vagy rajtuk kívül eső ígéretekkel való fenyegetés nélkül teszik. Ez nem megengedett Angliában és Walesben, ahol a gyanúsítottak és tanúk kihallgatását az 1984. évi Police and Criminal Evidence Act és annak kiterjedt gyakorlati kódexe szabályozza.

### Törvényszéki bizonyíték
A nyomozásban szereplő fizikai igazságügyi bizonyítékok az ügy lezárásához vezethetnek. A törvényszéki tudomány (gyakran kriminalisztikaként rövidítve) a tudományok széles spektrumának alkalmazása a jogrendszert érintő kérdések megválaszolására. Ez történhet bűncselekménnyel vagy polgári keresettel kapcsolatban. Egy város, megye vagy állam számos jelentős rendőrőrsének van saját törvényszéki laboratóriuma, míg mások szerződést kötnek a szolgáltatókkal.

### Feljegyzések vizsgálata
A nyomozók nyilvános és magán nyilvántartásokat használhatnak arra, hogy háttér-információkat adjanak egy témáról. A rendőrnyomozók az ujjlenyomat-nyilvántartások fájljai között kutathatnak. A rendőrség nyilvántartást vezet azokról az emberekről, akik bűncselekményt és néhány esetben vétséget követtek el. A nyomozók bűnügyi letartóztatásokról és elítélésekről készült feljegyzések, letartóztatott személyek fényképei, szállodai regisztrációs adatok, hiteljelentések, üzenetrögzítők, telefonbeszélgetések, térfigyelő kamerák felvételei és a kommunikációhoz használt technológia között kereshetnek.

## A világban

### Egyesült Királyság
2017 előtt a leendő brit rendőrségi nyomozóknak legalább két év egyenruhás tisztnek kellett lenniük, mielőtt jelentkeztek a Bűnügyi Nyomozó Osztályra. Azóta a rendőrségen kívülről érkezők közvetlenül is jelentkezhetnek nyomozó gyakornoki állásra. Az Egyesült Királyság rendőrségének át kell esnie a nemzeti nyomozói vizsgán is, hogy továbbléphessen a Bűnüldözési Nyomozók Kezdeti Fejlesztési Programjának további szakaszaiba, hogy nyomozónak minősülhessen.

### Amerikai Egyesült Államok

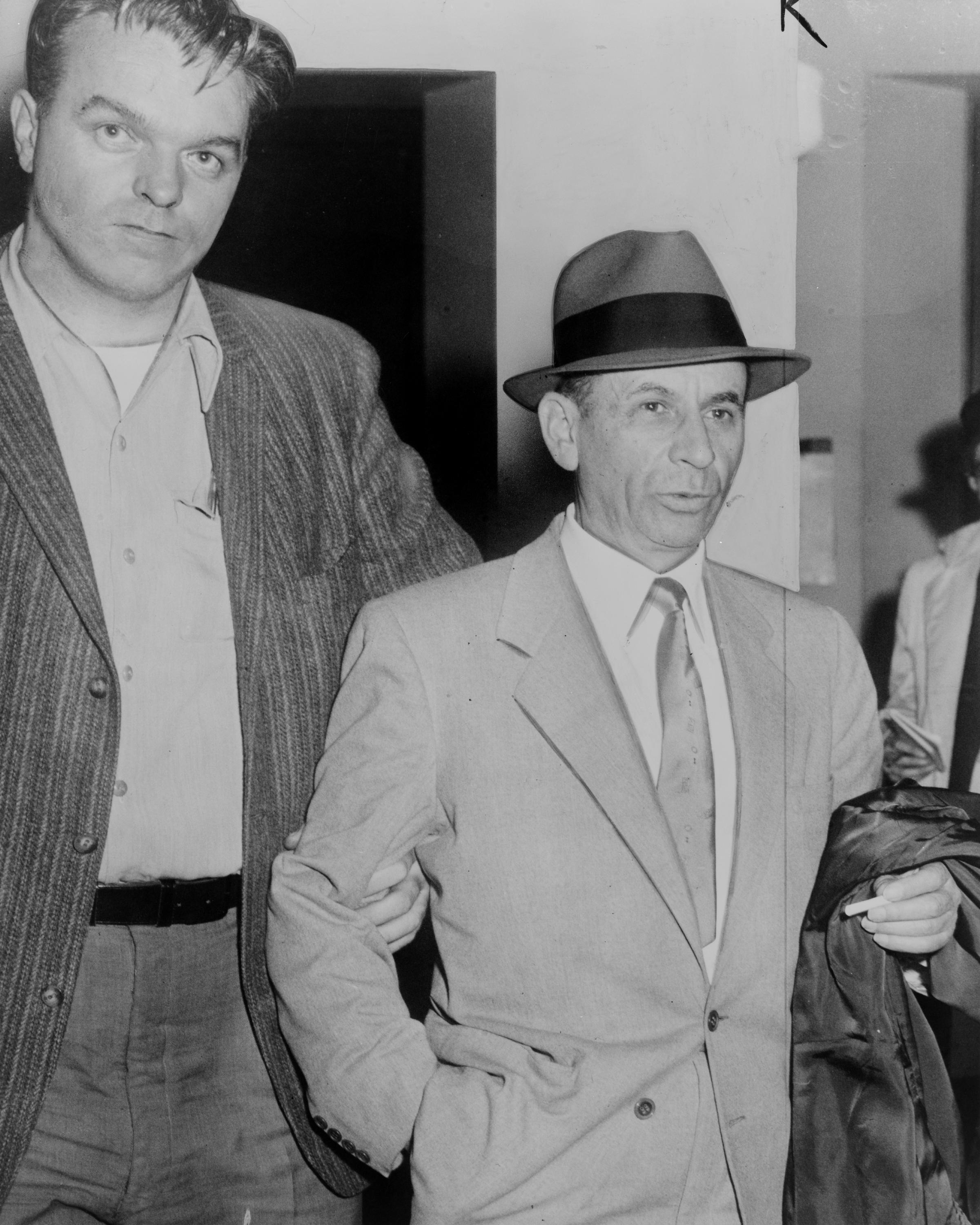
A nyomozó 1958-ban bekíséri Meyer Lansky gengsztert a New York-i 54. utcai rendőrőrsre

Mielőtt rendőrnyomozó lesz, el kell járnia egy rendészeti akadémiára, amely 16-24 főiskolai egységgel biztosítja a tiszt alapfokú oktatását. A rendészeti akadémia elvégzése után a tiszt a rendvédelmi szerv által meghatározott időtartamra szakmai képzésen vesz részt egy terepképző tisztnél, és egy-két év próbaidő alatt folytatja a munkát.
A próbaidő alatt a tisztet bizonyítékok felkutatásával bízzák meg. Ez idő alatt a tisztet több éves tapasztalattal rendelkező őrmester felügyeli és mentorálja. Egyes rendőrök egy két- vagy négyéves főiskolára vagy egyetemre járnak, hogy büntető igazságszolgáltatásból vagy a büntető igazságszolgáltatás irányításából szerezzenek diplomát. Egyes főiskolákon összefonódást vagy bizonyítványt kaphat a bűnügyi nyomozás szakterületén.
Több éves munkahelyi képzés vagy főiskolai képzés során a tisztek versenyvizsgán vehetnek részt, felmérhetik tudásukat, készségeiket és képességeiket a bűnügyi nyomozás, a büntetőeljárás, a meghallgatás és a kihallgatás, a házkutatás és a lefoglalás, a bizonyítékok gyűjtése és megőrzése, a nyomozás területén. jelentésírás, büntetőjog, bírósági eljárás és tanúvallomás a bíróságon. A versenyvizsgákat kiválasztott vezető rendészeti tisztviselők végzik. A tesztelést követően az osztály biztosítja az eredmények listáját. Az osztály döntése szerint a listán szereplő tisztek egy része vagy mindegyike nyomozói rendfokozatot kap. Egyes osztályokon vannak olyan nyomozóosztályok, amelyek a sikeres tapasztalat után növelik a nyomozó rangját.
A magánnyomozókat az az állam engedélyezi, ahol dolgoznak (egyes államok nem igényelnek engedélyt, de a legtöbb igen). A magánnyomozói engedélyre vizsgázóknak az államvizsga mellett szigorú követelményeknek is meg kell felelniük, amelyek magukban foglalják a főiskolai végzettséget, a két-négy éves teljes munkaidős nyomozási gyakorlatot, valamint a lefolytatott büntető- és polgári jogi háttérvizsgálat sikeres elbírálását. állami nyomozók által. A magánnyomozók abban az államban rendelkeznek engedéllyel, hogy polgári és bűnügyi nyomozást folytassanak, és az adott állam törvényei védik őket. Az engedélyköteles államokban a törvények tiltják, hogy engedély nélkül bárki bűnügyi nyomozást folytasson, kivéve, ha a törvény felmentést ad rá (azaz bűnüldöző tisztek vagy ügynökök, ügyvédek, jogi képviselők, követeléskezelők ).

## Fordítás
- Ez a szócikk részben vagy egészben  a   Detective című angol Wikipédia-szócikk ezen változatának fordításán alapul.  Az eredeti cikk szerkesztőit annak laptörténete sorolja fel. Ez a jelzés csupán a megfogalmazás eredetét és a szerzői jogokat jelzi, nem szolgál a cikkben szereplő információk forrásmegjelöléseként.